# 山本与志春
山本 与志春（やまもと よしはる、1957年 - ）は、日本の教育者。学校法人青山学院第15代院長。

## 来歴
埼玉県秩父市生まれ。埼玉県立秩父高等学校、1980年3月駒澤大学文学部国文学科卒業。同年4月埼玉県公立中学校の国語科教諭。
大学入学後に学生寮の友人に誘われ教会へ行く。1975年日本バプテスト連盟赤塚バプテスト教会にて洗礼を受けた。
キリスト教ラジオ放送局FEBCの番組を担当していたことから、学院より声が掛かかり、1990年に青山学院中等部教諭となる。2006年同部部長。2014年青山学院常務理事。2018年7月、青山学院院長に就任。青山学院幼稚園園長も務める。
東京私立中学高等学校協会常任理事、日本私学教育研究所監事・教育課程専門委員、日本私学中学高等学校連合会監事、日本FEBC理事（2013年）、キリスト教学校教育同盟理事、江戸東京博物館運営委員などを歴任。

## 受賞
- 2018年11月 文部科学大臣表彰受賞[7]